# Антологія прози «12»
«Антологія прози „12“» — збірка оповідань літературного угруповання Свідки Слова. Вийшла друком у видавництві «Український письменник», Київ, 2016, 240 с., ISBN 978-966-579-479-0. До антології увійшли оповідання та новели дванадцяти (звідси і назва) авторів — учасників літугруповання Свідки Слова.Офіційна презентація книги відбулася 1 квітня в книгарні «Є» у Києві.

## Автори
Роман Батькович («Янгол з кручі самогубців», «Герой»), Маргарита Варзар («Брак № 138», «Мансарда чоловіка в циліндрі»), Микита Григоров («Садівниця», «Сіль Озера», «Причастя»), Сергій Демчук («Дорогою на схід», «Валіза»), Марія Косян («Спрага», «Трійця», «Чорні цитрини»), Сергій Одаренко («Гіркий жовтень»), Сергій Пивоваров («Мій холод»), Олег Полоз («Три химери», «Друзки», «І прочинилися двері», «Органіст»), Євген Спірін («Полювання на барана»), Володимир Старченко («Кришталевий світ», «Грегова зрада», «Остання роль Мадлен Краус»), Віталій Третяк («Завтра не існує»), Іванка Урда («Червоні троянди для мами», «Басові партії»).
Упорядкування Сергія Демчука, редактор Юрій Буряк, художнє оформлення Сергія Ковики-Алієва.

## Маніфест
В рецензії до антології сказано, що вона створена для того, щоб «шокувати й догоджати, сповіщати словом про людські вади і чесноти, жагу і снагу, любов і ненависть, злочин і кару, хвіст і гриву, вгини і вигини, Крим і Рим, смертеіснування й життєсмерть, задля порятунку собі подібних від згубної омани. Вона звернена до сердець всіх спраглих, зримо й незримо присутніх у літературному просторі. Той, хто схоче пізнати це з марної цікавості — ніколи цього не пізнає. Тому ліпше прочитати і стати вірним адептом прози „12“ — прози Свідків слова».
Замість передмови в книзі проголошено маніфест, який перегукується з анотацією.
Ось його зміст:
«Ми, Свідки Слова, волею всемогутньої Прози, до якої звернені серця всіх спраглих, зримо й незримо присутні в літературному просторі. Ми сповіщаємо Словом про людські вади і чесноти, жагу і снагу, любов і ненависть, злочин і кару, хвіст і гриву, вгини і вигини, Крим і Рим, смертеіснування й життєсмерть, задля порятунку собі подіб них від згубної омани. Той, хто схоче нас пізнати з марної цікавості — ніколи нас не пізнає. Але тому, хто зажадає разом із нами лупати сю скалу, ми доведемо щирість своїх прагнень і розкриємо місце нашого перебування в цьому просторі, адже думки, поєднані зі справжньою волею, — твоєю, Читачу, — дозволять тобі пізнати нас, а нам — тебе. Нас називали Прозою Вітрів, Стусовою Хатою, Міністерством Прози, Київським ЛІТературним Об'єднанням „Р“, Прозою нетто і Прозовою ґаврою, Гармидером і Цвиком, навіть КУБом (клубом упоротих белетристів)… Але істинне ім'я наше — Свідки Слова.
In Prose We Trust»

## Історична ретроспектива
Цікаво, що в минулому схоже до Свідків Слова літугруповання вже існувало. Львівська група молодих письменників, яка творила між роками 1934—1939, називала себе «Дванадцятка». Львівське видавництво «Приватна колекція» у 2006 році навіть видало антологію урбаністичної прози з їхніми творами під ідентичною назвою — «12 [Архівовано 3 квітня 2016 у Wayback Machine.]»
«Це книга про Львів і про „Дванадцятку“ — львівську групу молодих письменників 30-х років ХХ сторіччя, яка внесла в західноукраїнську літературу вражаючу стихію вулиць і яскраво змалювала боротьбу українського підпілля, а згодом опоетизувала місто, піднявши його сприйняття до майже містичного апофеозу. Завойовуючи художнім словом український Львів, богемісти „Дванадцятки“ не тільки порушували нові теми — зображували буття суспільного дна й сміливо використовували мову вулиці (у тому числі і жаргонну), але й творили нову якість урбаністичної прози», — йдеться в книзі.

Свою прозу Свідки Слова також вважають урбаністичною. З цим погоджується українознавець Тамара Романчук:
«Надзвичайно імпонує стиль написання творів. Я би його назвала урбаністично-молодіжний хай-тек: містично-фентезійно-психологічний з елементами гумору, стьобу, ілюзій, романтики, містики, у когось до болю реалістичний, у іншого — сюрреалістичний чи фантастичний. У кожного автора вирізняється свій голос, манера письма, самовираження, вподобання. Молодь торує свій шлях у літературі».

## Рецензії
- Рецензія Оксани Чопак в газеті «Карпатський об'єктив»[6]
- Рецензія на атологію «12»: Нова реальність[7]
- Рецензія Тамари Романчук: «Антологія прози „12“: урбаністично-молодіжний хай-тек» [Архівовано 26 березня 2016 у Wayback Machine.]